# 7e étape du Tour d'Espagne 2006
Pour un article plus général, voir Tour d'Espagne 2006.
La 7e étape du Tour d'Espagne 2006 a eu lieu le 1er septembre 2006 entre la ville de León et la station de ski de El Morredero sur une distance de 154,2 km. Elle a été remportée au sommet par l'Espagnol Alejandro Valverde (Caisse d'Épargne-Illes Balears) quelques secondes devant deux compatriotes, Carlos Sastre (CSC) et José Ángel Gómez Marchante (Saunier Duval-Prodir) à respectivement 4 et 6 secondes. Quatrième de l'étape, le Slovène Janez Brajkovič (Discovery Channel) s'empare du maillot doré de leader au détriment de l'Italien Danilo Di Luca (Liquigas).

## Profil et parcours
Il s'agissait de la seconde étape de montagne de cette Vuelta 2006. L'arrivée s'effectuait au sommet de l'Alto de El Morredero (1740 m d'altitude, col de 1re catégorie).

## Déroulement

### Récit
C'est Alejandro Valverde qui remporte cette étape à l'Alto de El Morredero, mais c'est Janez Brajkovič qui prend le maillot oro à Danilo Di Luca. En effet, bien que n'arrivant qu'à la quatrième place, Janez Brajkovič avait été le seul à pouvoir suivre l'ancien porteur du maillot de leader lors de la première étape de montagne.
Néanmoins, à ce stade de la compétition, les écarts au classement général ne sont pas encore importants.

### Points distribués
| Premier   | David Loosli      | Suisse   | 4 pts |
| Second    | László Bodrogi    | Hongrie  | 2 pts |
| Troisième | Staf Scheirlinckx | Belgique | 1 pt  |

| Premier   | László Bodrogi    | Hongrie  | 4 pts |
| Second    | Staf Scheirlinckx | Belgique | 2 pts |
| Troisième | David Loosli      | Suisse   | 1 pt  |

| Premier   | Alejandro Valverde         | Espagne    | 16 pts |
| Second    | Carlos Sastre              | Espagne    | 12 pts |
| Troisième | José Ángel Gómez Marchante | Espagne    | 10 pts |
| Quatrième | Janez Brajkovič            | Slovénie   | 8 pts  |
| Cinquième | Manuel Beltrán             | Espagne    | 6 pts  |
| Sixième   | Alexandre Vinokourov       | Kazakhstan | 4 pts  |
| Septième  | Luis Perez                 | Espagne    | 3 pts  |
| Huitième  | Andrey Kashechkin          | Kazakhstan | 2 pts  |
| Neuvième  | Stijn Devolder             | Belgique   | 1 pts  |

## Classement de l'étape
| \| Classement de l'étape \| Classement de l'étape \| Classement de l'étape \| Classement de l'étape \| Classement de l'étape \| \| Coureur \| Coureur \| Pays \| Équipe \| Temps \| \| --------------------- \| -------------------------- \| --------------------- \| ------------------------------- \| --------------------- \| \| 1er \| Alejandro Valverde \| Espagne \| Caisse d'Épargne-Illes Balears \| 4 h 01 min 05 s \| \| 2e \| Carlos Sastre \| Espagne \| CSC \| + 4 s \| \| 3e \| José Ángel Gómez Marchante \| Espagne \| Saunier Duval-Prodir \| + 6 s \| \| 4e \| Janez Brajkovič \| Slovénie \| Discovery Channel \| + 7 s \| \| 5e \| Manuel Beltrán \| Espagne \| Discovery Channel \| + 7 s \| \| 6e \| Alexandre Vinokourov \| Kazakhstan \| Astana \| + 12 s \| \| 7e \| Luis Pérez Rodríguez \| Espagne \| Cofidis-Le Crédit par Téléphone \| + 16 s \| \| 8e \| Andrey Kashechkin \| Kazakhstan \| Astana \| + 16 s \| \| 9e \| Stijn Devolder \| Belgique \| Discovery Channel \| + 23 s \| \| 10e \| Ruggero Marzoli \| Italie \| Lampre-Fondital \| + 29 s \| |                            |            |                                 |                 |
| |                            |            |                                 |                 |
| |                            |            |                                 |                 |
| Classement de l'étape |                            |            |                                 |                 |
| Coureur | Coureur                    | Pays       | Équipe                          | Temps           |
| 1er | Alejandro Valverde         | Espagne    | Caisse d'Épargne-Illes Balears  | 4 h 01 min 05 s |
| 2e | Carlos Sastre              | Espagne    | CSC                             | + 4 s           |
| 3e | José Ángel Gómez Marchante | Espagne    | Saunier Duval-Prodir            | + 6 s           |
| 4e | Janez Brajkovič            | Slovénie   | Discovery Channel               | + 7 s           |
| 5e | Manuel Beltrán             | Espagne    | Discovery Channel               | + 7 s           |
| 6e | Alexandre Vinokourov       | Kazakhstan | Astana                          | + 12 s          |
| 7e | Luis Pérez Rodríguez       | Espagne    | Cofidis-Le Crédit par Téléphone | + 16 s          |
| 8e | Andrey Kashechkin          | Kazakhstan | Astana                          | + 16 s          |
| 9e | Stijn Devolder             | Belgique   | Discovery Channel               | + 23 s          |
| 10e | Ruggero Marzoli            | Italie     | Lampre-Fondital                 | + 29 s          |

## Classement général
Après la relative défaillance du leader  l'Italien Danilo Di Luca (Liquigas), c'est son ancien dauphin le Slovène Janez Brajkovič (Discovery Channel) qui, grâce à sa quatrième place à l'étape, s'empare de la tête du classement général. Le nouveau maillot or devance maintenant deux Espagnols, le vainqueur de l'étape Alejandro Valverde (Caisse d'Épargne-Illes Balears, à 5 secondes) et Carlos Sastre (CSC, à 10 secondes). Di Luca se retrouve neuvième à près de deux minutes.
| \| Classement général \| Classement général \| Classement général \| Classement général \| Classement général \| \| Coureur \| Coureur \| Pays \| Équipe \| Temps \| \| ------------------ \| -------------------------- \| ------------------ \| ------------------------------ \| ------------------ \| \| 1er \| Janez Brajkovič \| Slovénie \| Discovery Channel \| 26 h 48 min 27 s \| \| 2e \| Alejandro Valverde \| Espagne \| Caisse d'Épargne-Illes Balears \| + 5 s \| \| 3e \| Carlos Sastre \| Espagne \| CSC \| + 10 s \| \| 4e \| José Ángel Gómez Marchante \| Espagne \| Saunier Duval-Prodir \| + 22 s \| \| 5e \| Andrey Kashechkin \| Kazakhstan \| Astana \| + 23 s \| \| 6e \| Manuel Beltrán \| Espagne \| Discovery Channel \| + 51 s \| \| 7e \| Ruggero Marzoli \| Italie \| Lampre-Fondital \| + 1 min 17 s \| \| 8e \| Bernhard Kohl \| Autriche \| T-Mobile \| + 1 min 37 s \| \| 9e \| Danilo Di Luca \| Italie \| Liquigas \| + 1 min 47 s \| \| 10e \| Alexandre Vinokourov \| Kazakhstan \| Astana \| + 2 min 28 s \| |                            |            |                                |                  |
| |                            |            |                                |                  |
| |                            |            |                                |                  |
| Classement général |                            |            |                                |                  |
| Coureur | Coureur                    | Pays       | Équipe                         | Temps            |
| 1er | Janez Brajkovič            | Slovénie   | Discovery Channel              | 26 h 48 min 27 s |
| 2e | Alejandro Valverde         | Espagne    | Caisse d'Épargne-Illes Balears | + 5 s            |
| 3e | Carlos Sastre              | Espagne    | CSC                            | + 10 s           |
| 4e | José Ángel Gómez Marchante | Espagne    | Saunier Duval-Prodir           | + 22 s           |
| 5e | Andrey Kashechkin          | Kazakhstan | Astana                         | + 23 s           |
| 6e | Manuel Beltrán             | Espagne    | Discovery Channel              | + 51 s           |
| 7e | Ruggero Marzoli            | Italie     | Lampre-Fondital                | + 1 min 17 s     |
| 8e | Bernhard Kohl              | Autriche   | T-Mobile                       | + 1 min 37 s     |
| 9e | Danilo Di Luca             | Italie     | Liquigas                       | + 1 min 47 s     |
| 10e | Alexandre Vinokourov       | Kazakhstan | Astana                         | + 2 min 28 s     |

## Classements annexes
| Classement par points | Classement par points | Classement par points | Classement par points | Classement par points |
| Coureur               | Coureur               | Pays                  | Équipe                | Points                |
| --------------------- | --------------------- | --------------------- | --------------------- | --------------------- |
| 1er                   | Thor Hushovd          | Norvège               | Crédit Agricole       | 94 pts                |
| 2e                    | Erik Zabel            | Allemagne             | Team Milram           | 61 pts                |
| 3e                    | Francisco Ventoso     | Espagne               | Saunier Duval-Prodir  | 59 pts                |
| 4e                    | Stuart O'Grady        | Australie             | CSC                   | 43 pts                |
| 5e                    | Luca Paolini          | Italie                | Liquigas              | 40 pts                |

| Classement par points | Classement par points | Classement par points | Classement par points | Classement par points |
| Coureur               | Coureur               | Pays                  | Équipe                | Points                |
| --------------------- | --------------------- | --------------------- | --------------------- | --------------------- |
| 1er                   | Thor Hushovd          | Norvège               | Crédit Agricole       | 94 pts                |
| 2e                    | Erik Zabel            | Allemagne             | Team Milram           | 61 pts                |
| 3e                    | Francisco Ventoso     | Espagne               | Saunier Duval-Prodir  | 59 pts                |
| 4e                    | Stuart O'Grady        | Australie             | CSC                   | 43 pts                |
| 5e                    | Luca Paolini          | Italie                | Liquigas              | 40 pts                |

| Classement de la montagne | Classement de la montagne  | Classement de la montagne | Classement de la montagne      | Classement de la montagne |
| Coureur                   | Coureur                    | Pays                      | Équipe                         | Points                    |
| ------------------------- | -------------------------- | ------------------------- | ------------------------------ | ------------------------- |
| 1er                       | Janez Brajkovič            | Slovénie                  | Discovery Channel              | 33 pts                    |
| 2e                        | Danilo Di Luca             | Italie                    | Liquigas                       | 30 pts                    |
| 3e                        | Alejandro Valverde         | Espagne                   | Caisse d'Épargne-Illes Balears | 26 pts                    |
| 4e                        | José Miguel Elías          | Espagne                   | Relax-GAM                      | 26 pts                    |
| 5e                        | José Ángel Gómez Marchante | Espagne                   | Saunier Duval-Prodir           | 26 pts                    |

| Classement de la montagne | Classement de la montagne  | Classement de la montagne | Classement de la montagne      | Classement de la montagne |
| Coureur                   | Coureur                    | Pays                      | Équipe                         | Points                    |
| ------------------------- | -------------------------- | ------------------------- | ------------------------------ | ------------------------- |
| 1er                       | Janez Brajkovič            | Slovénie                  | Discovery Channel              | 33 pts                    |
| 2e                        | Danilo Di Luca             | Italie                    | Liquigas                       | 30 pts                    |
| 3e                        | Alejandro Valverde         | Espagne                   | Caisse d'Épargne-Illes Balears | 26 pts                    |
| 4e                        | José Miguel Elías          | Espagne                   | Relax-GAM                      | 26 pts                    |
| 5e                        | José Ángel Gómez Marchante | Espagne                   | Saunier Duval-Prodir           | 26 pts                    |

| Classement du combiné | Classement du combiné      | Classement du combiné | Classement du combiné          | Classement du combiné |
| Coureur               | Coureur                    | Pays                  | Équipe                         | Points                |
| --------------------- | -------------------------- | --------------------- | ------------------------------ | --------------------- |
| 1er                   | Janez Brajkovič            | Slovénie              | Discovery Channel              | 10 pts                |
| 2e                    | Alejandro Valverde         | Espagne               | Caisse d'Épargne-Illes Balears | 11 pts                |
| 3e                    | José Ángel Gómez Marchante | Espagne               | Saunier Duval-Prodir           | 19 pts                |
| 4e                    | Carlos Sastre              | Espagne               | CSC                            | 20 pts                |
| 5e                    | Danilo Di Luca             | Italie                | Liquigas                       | 24 pts                |

| Classement du combiné | Classement du combiné      | Classement du combiné | Classement du combiné          | Classement du combiné |
| Coureur               | Coureur                    | Pays                  | Équipe                         | Points                |
| --------------------- | -------------------------- | --------------------- | ------------------------------ | --------------------- |
| 1er                   | Janez Brajkovič            | Slovénie              | Discovery Channel              | 10 pts                |
| 2e                    | Alejandro Valverde         | Espagne               | Caisse d'Épargne-Illes Balears | 11 pts                |
| 3e                    | José Ángel Gómez Marchante | Espagne               | Saunier Duval-Prodir           | 19 pts                |
| 4e                    | Carlos Sastre              | Espagne               | CSC                            | 20 pts                |
| 5e                    | Danilo Di Luca             | Italie                | Liquigas                       | 24 pts                |

| Classement par équipes | Classement par équipes         | Classement par équipes | Classement par équipes |
| Équipe                 | Équipe                         | Pays                   | Temps                  |
| ---------------------- | ------------------------------ | ---------------------- | ---------------------- |
| 1re                    | Discovery Channel              | États-Unis             | 80 h 11 min 59 s       |
| 2e                     | Caisse d'Épargne-Illes Balears | Espagne                | + 5 min 20 s           |
| 3e                     | Astana                         | Espagne                | + 5 min 26 s           |
| 4e                     | Lampre-Fondital                | Italie                 | + 6 min 34 s           |
| 5e                     | Euskaltel-Euskadi              | Espagne                | + 8 min 12 s           |

| Classement par équipes | Classement par équipes         | Classement par équipes | Classement par équipes |
| Équipe                 | Équipe                         | Pays                   | Temps                  |
| ---------------------- | ------------------------------ | ---------------------- | ---------------------- |
| 1re                    | Discovery Channel              | États-Unis             | 80 h 11 min 59 s       |
| 2e                     | Caisse d'Épargne-Illes Balears | Espagne                | + 5 min 20 s           |
| 3e                     | Astana                         | Espagne                | + 5 min 26 s           |
| 4e                     | Lampre-Fondital                | Italie                 | + 6 min 34 s           |
| 5e                     | Euskaltel-Euskadi              | Espagne                | + 8 min 12 s           |